# ريتشارد وايت
ريتشارد وايت (بالإنجليزية: Richard White)‏  (و. 1953 –  م) هو ممثل، وممثل صوت، ومغني، ومغني أوبرا، من الولايات المتحدة الأمريكية، ولد في أوك ريدج.

## وصلات خارجية
- ريتشارد وايت على موقع IMDb (الإنجليزية)
- ريتشارد وايت على موقع ميوزك برينز (الإنجليزية)
- ريتشارد وايت على موقع قاعدة بيانات برودواي على الإنترنت (الإنجليزية)
- ريتشارد وايت على موقع أول ميوزيك (الإنجليزية)
- ريتشارد وايت على موقع ديسكوغز (الإنجليزية)
- ريتشارد وايت على موقع قاعدة بيانات الفيلم (الإنجليزية)